# Bram Stoker

Firma di Bram Stoker

Abraham Stoker, detto Bram (Dublino, 8 novembre 1847 – Londra, 20 aprile 1912), è stato uno scrittore irlandese, divenuto celebre come autore di Dracula, uno fra i più conosciuti romanzi gotici del terrore. In vita era conosciuto in particolare per essere l'assistente personale dell'attore Henry Irving e il direttore economico del Lyceum Theatre di Londra, di proprietà dello stesso Irving.

## Biografia
Nato a Clontarf, un quartiere costiero di Dublino in Irlanda (allora facente parte del Regno Unito di Gran Bretagna e Irlanda), da Abraham Stoker e Charlotte Matilda Blake Thornley, fino all'età di sette anni fu incapace di alzarsi in piedi a causa del cagionevole stato di salute. La malattia e la mancanza di forze segnarono in maniera indelebile la sua attività letteraria. Il sonno senza fine e la resurrezione dei morti, due temi centrali del suo Dracula, furono di grande importanza per Stoker, costretto a trascorrere la maggior parte della sua infanzia in un letto.
La sua guarigione apparve miracolosa ai medici che lo avevano in cura. Da quel momento Stoker condusse una vita normale, riuscendo addirittura ad eccellere nelle specialità sportive durante gli anni trascorsi all'università di Dublino. A tal proposito gli piaceva dire di sé stesso:

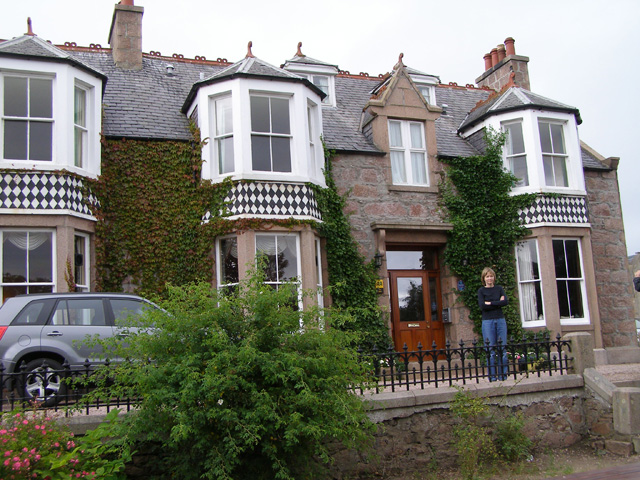
Stoker soggiornò presso il Kilmarnock Arms Hotel di Cruden Bay, dove fu ispirato a scrivere Dracula.

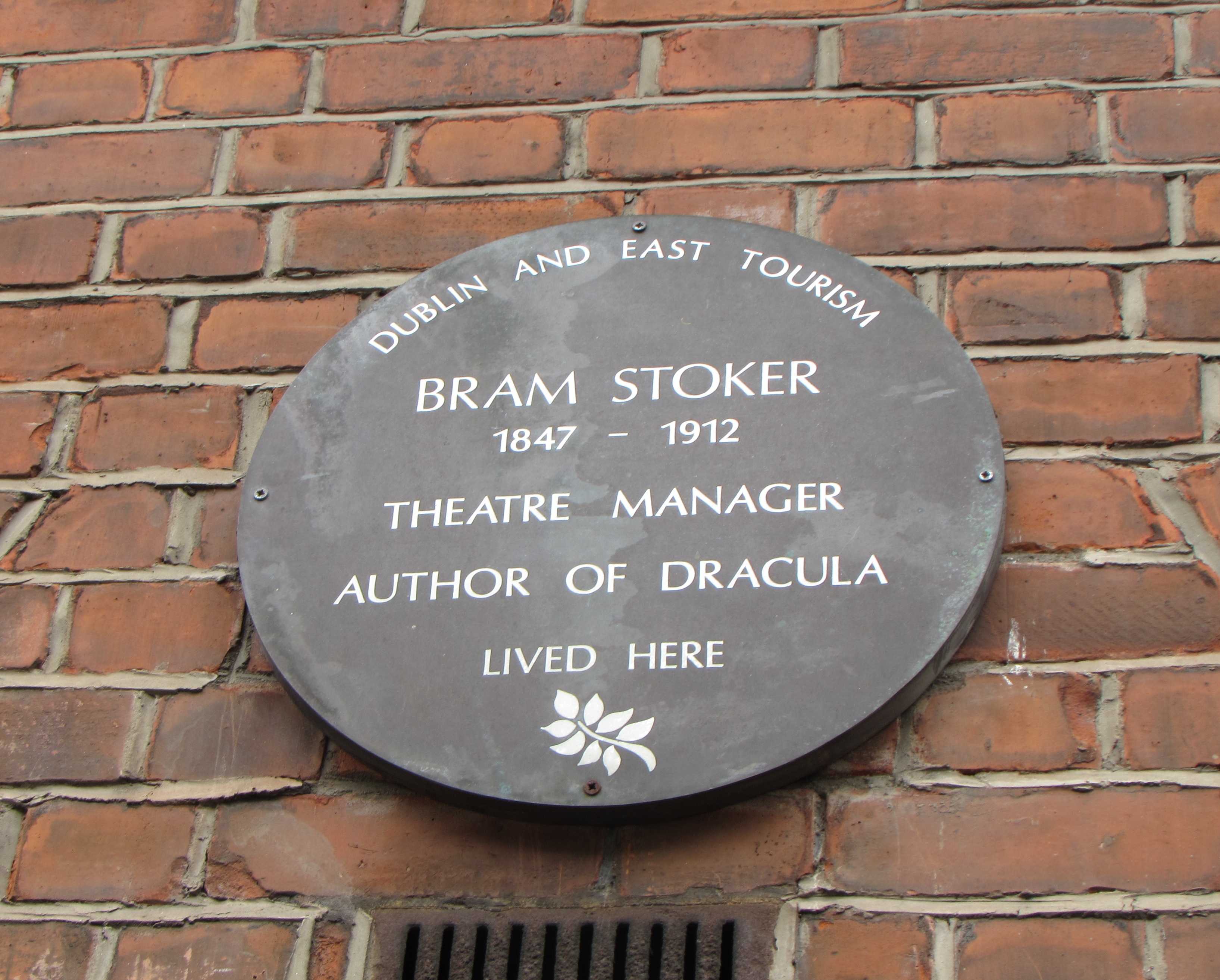
Targa commemorativa sulla casa dove visse Bram Stoker in Kildare Street a Dublino

Stoker studiò storia, letteratura, matematica e fisica al Trinity College di Dublino, dove conseguì, a pieni voti, la laurea in matematica. Lavorò come domestico ma presto accettò un incarico a titolo gratuito come giornalista e critico teatrale per il The Evening Mail. Negli stessi anni seguì per un breve periodo le orme paterne, col quale condivideva anche il nome di battesimo, lavorando nell'amministrazione pubblica.
A 29 anni strinse un'amicizia destinata a durare una vita con l'attore Henry Irving, del quale sarebbe in seguito divenuto anche segretario e confidente.
Stoker sposò Florence Balcombe nel 1878 e si trasferì a Londra dove diresse il Lyceum Theatre di Irving. La collaborazione con Irving fu molto importante per lo scrittore: grazie a lui conobbe sia James Abbott McNeill Whistler, sia Arthur Conan Doyle e poté viaggiare per il mondo.
Stoker arricchiva i suoi guadagni scrivendo un gran numero di romanzi e racconti sensazionali, tra cui la storia di vampiri intitolata Dracula pubblicata nel 1897. L'ispirazione gli era stata fornita dall'incontro avvenuto nel 1890 con il professore ungherese Ármin Vámbéry, il quale gli aveva raccontato la leggenda del principe rumeno Vlad Țepeș Dracul, meglio conosciuto come Dracula. Questo personaggio venne trasfigurato da Stoker nel Conte Dracula, il protagonista del suo racconto. Stoker impiegò sette anni per scrivere il libro studiando la cultura e la religione dei Balcani e documentandosi sulla figura storica di Vlad Țepeș. Le versioni prima di giungere alla stesura definitiva dovettero susseguirsi rapidamente e i primi manoscritti circolarono tra la cerchia dei suoi amici tra il 1890 e il 1893 per trarne giudizio e consiglio. Dracula ha ispirato una lunga serie di film e di opere teatrali.
Bram Stoker morì il 20 aprile 1912 a Londra e fu sepolto nel cimitero crematorio di Golders Green.

## Opere

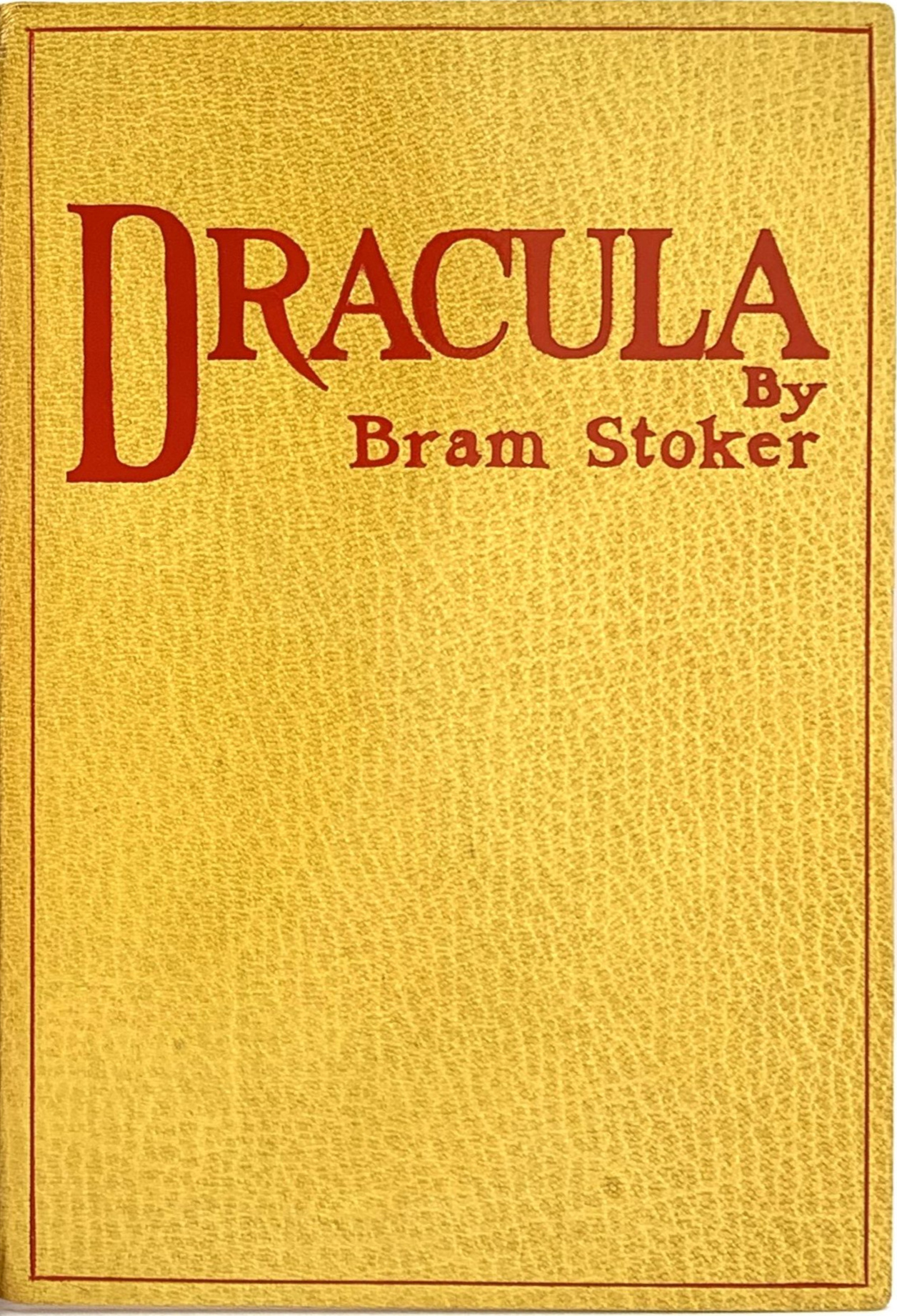
La copertina della prima edizione di Dracula

### Romanzi
(dove tradotti è indicata la prima edizione italiana)
- La via del vizio (The Primrose Path, 1875). Traduzione e cura di Elisa Bolchi, I Grandi Inediti n. 2, Edizioni della Sera, 2016. ISBN 978-88-97139-69-0
- La catena del destino (The Chain of Destiny, 1875). Traduzione di Alessandra Lanzoni, Riflessi n.10, Edizioni Theoria, 1984
- Il passo del serpente (The Snake's Pass, 1890). Traduzione di Cristina Zabeo, Palomar di Alternative, 2007. ISBN 978-88-7600-228-1
- The Watter's Mou', 1895
- The Shoulder of Shasta, 1895
- Dracula, 1897; come Dracula. L'uomo della notte, traduzione di A. Nessi, I Racconti Misteriosi n.12, Sonzogno, 1922
- Miss Betty, 1898
- Il mistero del mare (The Mystery of the Sea, 1902). Traduzione di Mirko Zilahi De' Gyurgyokai, Nutrimenti Editore 2012. ISBN 978-88-6594-139-3
- Il gioiello delle sette stelle (The Jewel of Seven Stars, 1903). Traduzione di Stefania Carimati, in Horror Story n.6, Garden Editoriale, 1991. Rizzoli 1996, traduz. Federica Oddera.
- L'uomo (The Man, anche The Gates of Life, 1905). Traduzione di Sara Ricci, Leone Editore, 2012. ISBN 978-88-6393-063-4
- Lady Athlyne, (Lady Athlyne, 1908). Traduzione di Miriam Chiaromonte, Caravaggio Editore, 2024. ISBN 979-12-81725-14-0
- La dama del sudario (The Lady of the Shroud, 1909). Traduzione di Gabriele Ruggero, I Libri del Graal, Basaia Editore, 1985
- La tana del Verme Bianco (The Lair of the White Worm, anche The Garden of Evil, 1911). Traduzione di Alda Carrer, in Horror Story 11, Garden Editoriale, 1992

### Raccolte di racconti
- Under the Sunset, 1881. Otto fiabe per bambini
- Snowbound: The Record of a Theatrical Touring Party, 1908
- L'ospite di Dracula (Dracula's Guest and Other Weird Stories, 1914). Traduzione di Riccardo Reim e Antonio Veneziani, Edizioni Lerici, 1983. Contiene:
  - La squaw o  La vergine di Norimberga (The Squaw, 1893). Come La vergine di Norimberga, traduzione di Lucia Usellini, ne La vergine di Norimberga, Sugar, 1970
  - L'ospite di Dracula o La figlia di Dracula, Ospite di Dracula (Dracula's Guest), traduzione di Ornella Volta, in Frankenstein & Company, Sugar, 1965
  - Il funerale dei topi (The Burial of the Rats), traduzione di Lucia Usellini, ne La vergine di Norimberga, Sugar, 1970
  - La casa del giudice o Uno spettro ti impiccherà (The Judge House, 1891). Traduzione di Bruno Tasso, in Un secolo di terrore, Sugar, 1960
  - L'ospite di Dracula, cortoromanzo con testo originale e fronte, traduzione di Andrea Cariello, Leone Editore, 2017.
  - La casa del giudice, cortoromanzo con testo originale a fronte, traduzione di Andrea Cariello, Leone Editore, 2017.

### Storie non raccolte
- Gibbet Hill (1890). Prima traduzione italiana di Fabio Giovannini sul sito vampyrismus.altervista.org; prime edizioni digitali e cartacee: Gibbet Hill, a cura di Enrico De Luca, 2024, Caravaggio Editore; all'interno del numero 4 della rivista Weird, Dagon Press, autunno 2024 (traduzione di Emilio Patavini, revisione di Pietro Guarriello).
- La coppa di cristallo (The Crystal Cup, 1872). Traduzione di Simone Garzella, Le Occasioni, Passigli Editori, 2007
- Buried Treasures, 1875
- Our New House, 1895
- The Dualitists; or, The Death Doom of the Double Born, 1887. Pubblicato in italiano come: I dualisti ossia Il tragico destino dei binati, a cura di E. De Luca, 2025, Caravaggio Editore.
- The Gombeen Man, 1889-1890. Capitolo 3 de Il passo del serpente
- The Night of the Shifting Bog, 1891
- Lord Castleton Explains, 1892. Capitolo 10 di The Fate of Fenella (Hutchinson, 1892)
- Old Hogen: A Mystery, 1893
- The Man from Shorrox', 1894
- The Red Stockade, 1894
- When the Sky Rains Gold, 1894
- At the Watter's Mou', 1895
- Bengal Roses, 1898
- A Yellow Duster, 1899
- A Young Widow, 1899
- A Baby Passenger, 1899
- Lucky Escapes of Sir Henry Irving, 1890
- The Seer, 1902 (capitoli 1 e 2 de Il mistero del mare)
- The Bridal of Death, 1903 (finale alternativo per Il gioiello delle sette stelle)
- What They Confessed: A Low Comedian's Story, 1908
- The Way of Peace, 1909
- The 'Eroes of the Thames, 1908
- Greater Love, 1914

### Altri racconti tradotti in italiano
- Il sogno delle mani insanguinate o Le mani insanguinate (A Dream of Red Hands). Come Le mani insanguinate, traduzione di Lucia Usellini, ne La vergine di Norimberga, Sugar, 1970
- Le sabbie di Crooken o Crooken Sands, Le sabbie mobili (Crooken Sands). Come Le sabbie mobili, traduzione di Lucia Usellini, ne La vergine di Norimberga, Sugar, 1970
- Il segreto dell'oro vivo o Capelli d'oro, Il segreto dei capelli d'oro, Il segreto del fiorire dell'oro, Il segreto dell'oro che cresce, Il segreto della crescita dell'oro (The Secret of the Growing Gold, 1892). Come Il segreto della crescita dell'oro, traduzione di Daniela Consiglio, Maria Grazia Fiore e Daniela Galdo, ne Il cacciatore di spettri, Il Meglio di Weird Tales n.7, Fanucci Editore, 1987
- Lo sposalizio o L'arrivo di Abel Behenna (The Coming of Abel Behenna). Come L'arrivo di Abel Behenna, traduzione di Maria Teresa Tenore, Maria Grazia Fiore e Gianni Pilo, ne L'impronta, Il Meglio di Weird Tales n.9, Fanucci Editore, 1987
- La profezia della zingara (The Gipsy Prophecy). Traduzione di Alessandra Lanzoni, ne La catena del destino e altri racconti inediti, Ritmi 110, Costa & Nolan, 2006

### Saggistica
- The Duties of Clerks of Petty Sessions in Ireland (1879)
- A Glimpse of America (1886)
- Personal Reminiscences of Henry Irving (1906)
- Doppie identità. I più famosi impostori della storia (Famous Impostors, 1910), Biblioteca del mistero, Robin, 2009

### Articoli
- The Question of a National Theatre, The Nineteenth Century and After, Vol. LXIII, January/June 1908.
- "Mr. De Morgan's Habits of Work, The World's Work, Vol. XVI, May/October 1908.
- The Censorship of Fiction, The Nineteenth Century and After, Vol. LXIV, July/December 1908.
- The Censorship of Stage Plays, The Nineteenth Century and After, Vol. LXVI, July/December 1909.
- Irving and Stage Lightning, The Nineteenth Century and After, Vol. LXIX, January/June 1911.